# アドミラル・グラーフ・シュペー (装甲艦)
アドミラル・グラーフ・シュペー (Die Admiral Graf Spee) は、ドイツ（ヴァイマル共和政）が海軍休日時代に建造し、ドイツ海軍 (Kriegsmarine) が第二次世界大戦で運用した軍艦。

## 概要
ドイッチュラント級装甲艦の3番艦で、前弩級戦艦「ブラウンシュヴァイク」の代艦。第一次世界大戦の敗北によって軍備を制限されたドイツにおいて、ヴァイマル共和政におけるヴァイマル共和国軍（de:Reichsmarine）が、ヴェルサイユ条約の軍備制限条項の範囲内（排水量1万トン以下）に収めながらも強力な軍艦として建造した艦船である。
就役はドイツ再軍備宣言の1936年1月で、ドイツ国防軍が運用した。
英海軍はこれらの軍艦を、小粒であるが強力であると認め、ポケット戦艦（豆戦艦、袖珍戦艦）とあだ名した。本艦は第二次世界大戦初期の大西洋～インド洋における通商破壊作戦で活躍したが、1939年（昭和14年）12月13日のラプラタ沖海戦でイギリス巡洋艦3隻と交戦して損傷。ウルグアイのモンテビデオ港に追いつめられ、12月17日に自沈した。

## 艦名
艦名はマクシミリアン・フォン・シュペーに由来する。彼は第一次世界大戦において、青島を根拠地としたドイツ東洋艦隊司令官であり、コロネル沖海戦で勝利を収めたが、フォークランド沖海戦で戦死した。「グラーフ・シュペー」の艦橋前面には「コロネル」のプレートが貼られていた。他に「グラーフ・シュペー」と呼ばれる船として、第一次世界大戦において未完成に終わったマッケンゼン級巡洋戦艦の4番艦がある。
なお、ドイツ語の発音に従えば本来はアトミラール・グラーフ・シュペーと表記すべきだが、日本では英語読みの「アドミラル」で呼ばれるのが一般的である。

## 艦歴

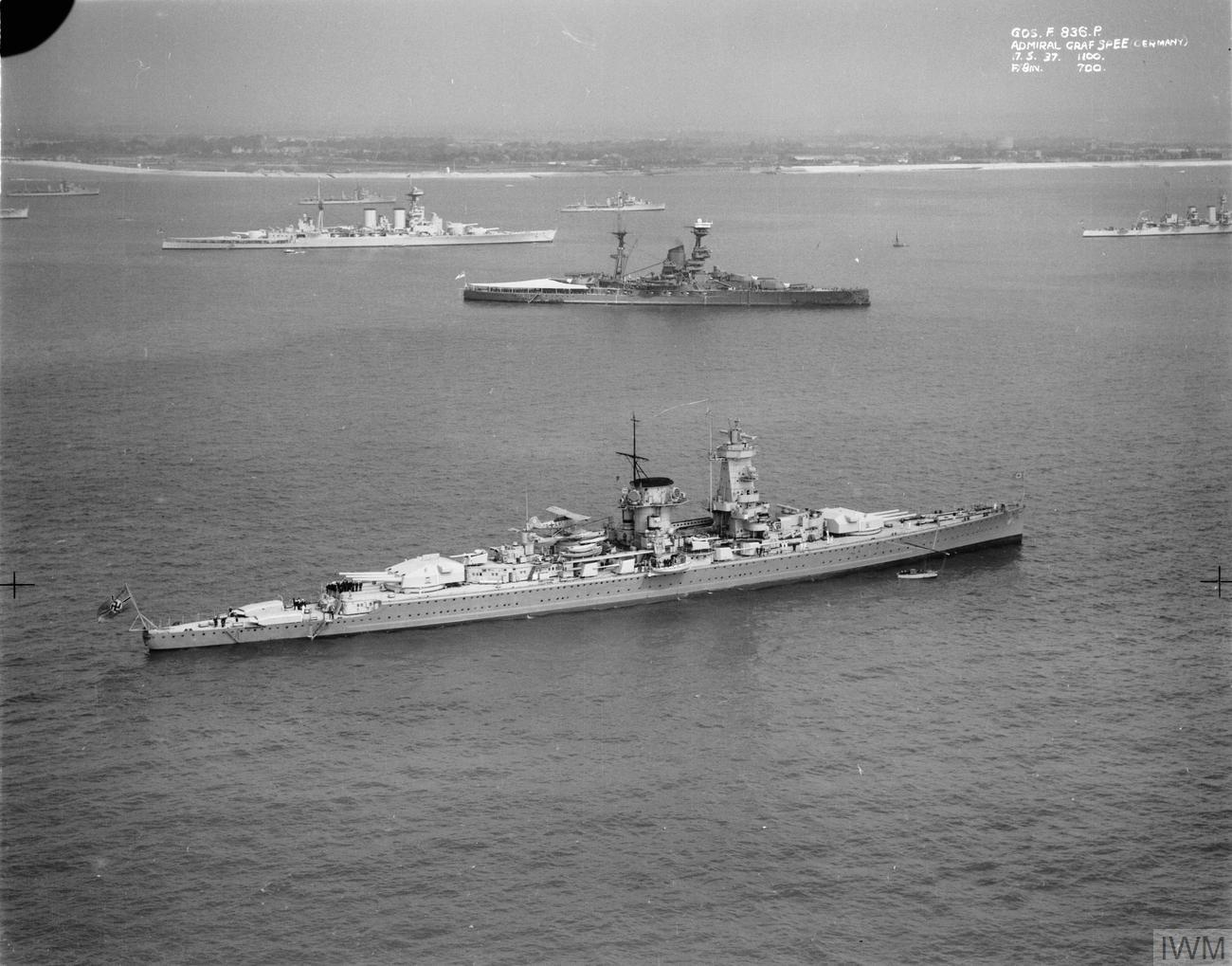
ジョージ6世戴冠記念観艦式に参加するシュペー、レゾリューション、フッド。

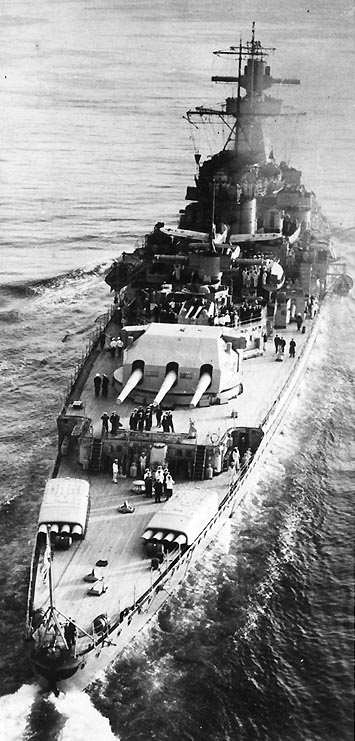
英仏海峡へ向かうアドミラル・グラーフ・シュペー、1939年4月

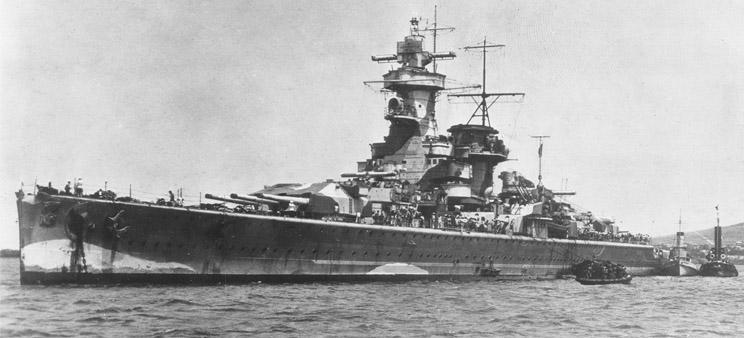
近代化改装後のアドミラル・グラーフ・シュペー

1932年10月1日ヴィルヘルムスハーフェン海軍工廠にて起工。1934年6月30日、進水式を行った。艦名は、そのもととなったマクシミリアン・フォン・シュペーの令嬢が命名した。
1936年1月6日に就役し、数ヶ月に及ぶ完熟訓練を大西洋で行った。翌年の1937年にはスペイン内戦に投入される。2月初頭のマラガの戦いでは、マラガに艦砲射撃をおこなった（スペイン内戦におけるドイツ海軍）。同年5月20日にジョージ6世戴冠記念観艦式に参加し、日本の重巡「足柄」やフランス海軍のダンケルク級戦艦「ダンケルク」らと共に各国海軍の注目を集めた。5月29日、姉妹艦「ドイッチュラント」がスペイン人民戦線の爆撃機により損傷した（ドイッチュラント号事件）。「シュペー」は再びスペイン内戦に投入され、姉妹艦「アドミラル・シェーア」などと合流した。
1939年8月21日に「アドミラル・グラーフ・シュペー」はヴィルヘルムスハーフェンより出航し、アイスランドの南を通過して大西洋に進出。9月1日に給油艦「アルトマルク」と会合し、補給を受けた。9月3日、イギリスの通信傍受により、イギリスの対ドイツ宣戦布告を知る。続いてドイツから戦争状態に入ったことを知らせる通信が届き、その後にはフランスもドイツの宣戦したこととフランス商船に対する攻撃禁止を伝える通信も届いた。「アドミラル・グラーフ・シュペー」は「アルトマルク」とともにフリータウン西方約500浬の攻撃区域へと向かった。しかし、通商破壊戦を中止して作戦海域を離れろとの命令を受けて南大西洋のアセンション島・セントヘレナ間の西方へと向かった。9月8日に赤道を通過し、9月10日に目的海域の北端に着いた。9月11日、給油に先立って「アドミラル・グラーフ・シュペー」が搭載機を飛ばしたところイギリス巡洋艦と思われる船を発見。それはイギリス重巡洋艦「カンバーランド」であったが、この発見により接触は避けられた。この出来事の後、補給作業が開始されたが、その最中に水平線上にマストが、続いて煙突も視認され、退避行動がとられた。しかし、これに該当する船は確認できない。

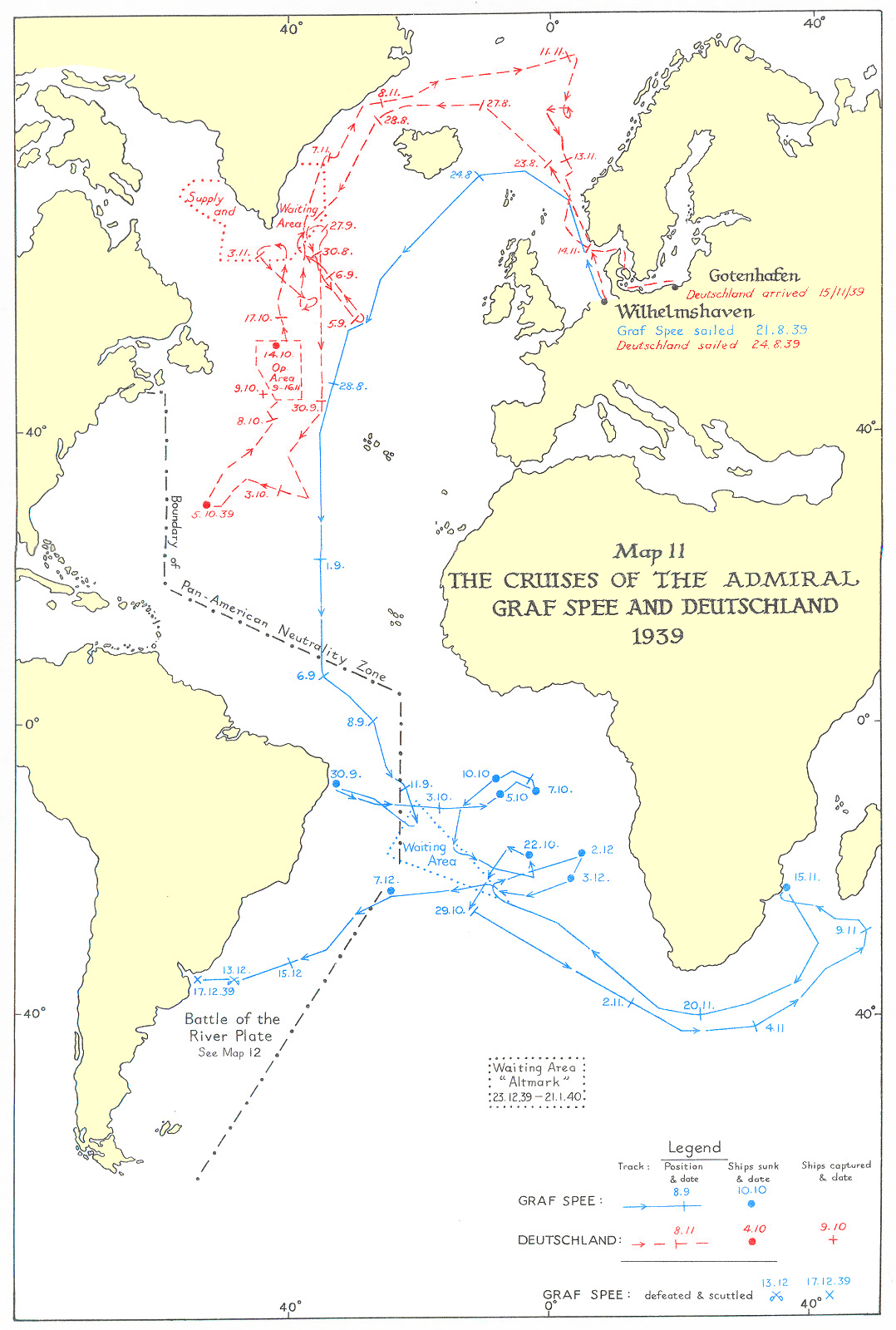
「アドミラル・グラーフ・シュペー」と「ドイッチュラント」の航跡

9月25日、積極的な通商破壊戦に移れとの命令が届いた。「アドミラル・グラーフ・シュペー」艦長ラングスドルフはブラジル沖で作戦を行うことに決め、9月27日に「アルトマルク」と別れてそちらへ向かった。敵を混乱させることを狙ってラングスドルフは「アドミラル・シェーア」の振りをすることにし、艦名の書かれた箇所が「アドミラル・シェーア」と書き換えられた。
9月30日、ケロシンを積んだイギリス貨物船「クレメント」を沈めた。同船は「アドミラル・グラーフ・シュペー」搭載機から銃撃を受け、船長ハリスは総員退船を命じた。また、「クレメント」はRRR（水上艦から攻撃を受けた際の信号）を発信した。ハリスと機関長ブライアントは「アドミラル・グラーフ・シュペー」に収容された。その後「アドミラル・グラーフ・シュペー」は「クレメント」へ魚雷2本を発射したものの外れ、主砲まで使って「クレメント」を沈めた。同日、ギリシャ船「パパレモス」を臨検し、ハリスとブライアントはその船へ移された。また、「アドミラル・グラーフ・シュペー」は「アドミラル・シェーア」の名で「クレメント」の救命艇の救助を求める通信を発した。その後、「アドミラル・グラーフ・シュペー」はアセンション島とセントヘレナの中間点へ向かった。「クレメント」の沈没はイギリス海軍とフランス海軍による複数の狩猟部隊の編成に繋がった。
10月4日にアセンション島とセントヘレナの間を通過すると「アドミラル・グラーフ・シュペー」は北東へ向かった。10月5日、トウモロコシを積んだイギリス船「ニュートン・ビーチ」を拿捕した。同船は微弱な救難信号を発し、それはイギリス船「マートランド」が受信して重巡洋艦「カンバーランド」へ伝えたが、同艦は無線封止を続けたため、この情報は役立てられることなく終わった。10月7日、砂糖を積んだ貨物船「アシュリー」を拿捕し、砂糖を移載した後、爆薬で沈めた。また、ラングスドルフが捕虜収容船として使うつもりであった「ニュートン・ビーチ」も、低速すぎたため沈められた。
10月10日、イギリス船「ハントスマン」を拿捕。ラングスドルフは欺瞞のため「ハンツマン」から「ニュートン・ビーチ」のものとする潜水艦から攻撃を受けたという無線を発信させたが、それを受信したところはなかった。その後、「アドミラル・グラーフ・シュペー」は速度の遅い「ハンツマン」を分離して「アルトマルク」との会合場所へ先行した。10月14日に「アドミラル・グラーフ・シュペー」は「アルトマルク」と会合し、補給を受けた。「ハンツマン」は捕虜が「アルトマルク」に移され、戦利品が運び出された後、沈められた。
10月22日、鉄鉱石を積んだ貨物船「トレヴァニオン」を沈めた。「トレヴァニオン」はRRRを発信したため「アドミラル・グラーフ・シュペー」から機銃掃射を受けた。「トレヴァニオン」の信号はイギリス船「ランスティファン・キャッスル」が受信したものの、それは「銃撃サル」という不完全なものであった。だが、それを受けてケープタウン・フリータウン間の航路の捜索が実施されている。
10月23日、「アドミラル・グラーフ・シュペー」は搭載機が発見した船を捕捉しようとしたが、その船は発見できなかった。その船が飛行機を発見して転舵したとしか考えられず、イギリス側に通報された虞もあるため、「アドミラル・グラーフ・シュペー」はその場から急いで離れた。
10月28日に「アドミラル・グラーフ・シュペー」はトリスタン・ダ・クーナ島沖で「アルトマルク」と会合し、給油を受けるとともに「トレヴァニオン」の船員を「アルトマルク」へ移した。ラングスドルフはインド洋へ向かうことに決め、10月29日に「アドミラル・グラーフ・シュペー」は東へ向け出発した。また、ラングスドルフは乗員100名ほどに鉄十字勲章を授与した。
「アドミラル・グラーフ・シュペー」は11月8日にはマダガスカルの南に達し、獲物を探したものの何も見つからなかった。そこで、ラングスドルフはロレンソ・マルケスの方へ向かうことにした。11月15日、小型タンカー「アフリカ・シェル」を沈めた。同船は船長のみ「アドミラル・グラーフ・シュペー」に収容され、他は救命艇で陸へ向かった。「アドミラル・グラーフ・シュペー」の今後の行動についてのイギリス側の推測は引き続きはインド洋に留まるというものであると判断し、ラングスドルフは大西洋へ戻ることにした。
大西洋に戻った「アドミラル・グラーフ・シュペー」は11月26日に「アルトマルク」と会合し、補給を受けた。また、イギリス戦艦に似せるため、偽の砲塔と煙突が作られた。「アドミラル・グラーフ・シュペー」は11月29日に「アルトマルク」と別れ、東北東へ向かった。
12月2日、イギリス貨物船「ドリク・スター」を発見。ラングスドルフは同船を戦利品にしようとしたが、主機が破壊されており、爆薬に加えて砲弾と魚雷1本を使用して沈められた。翌日、「タイロア」を捕捉。この船も操舵機構が壊れているとのことで魚雷で沈められた。この2隻はともに無電を発した。その後、「アドミラル・グラーフ・シュペー」は南アフリカの方へ向かい、12月6日には「アルトマルク」と会合して補給と捕虜の移送を行った。12月7日には小麦を積んだ貨物船「ストレオンシャール」を発見し、沈めた。「アドミラル・グラーフ・シュペー」はラプラタ川の方へ向かったが、そこには「ドリク・スター」と「タイロア」の信号を受けて敵の次の目的地をラプラタ川と判断したイギリスのハーウッド代将麾下の重巡洋艦「エクセター」、軽巡洋艦「エイジャックス」、「アキリーズ」が集まっていた。
1939年12月13日、「アドミラル・グラーフ・シュペー」は、ハーウッド提督が率いるイギリス連邦英連邦の重巡1隻と軽巡2隻に捕捉された。ラングスドルフ艦長には「敵の艦船と戦闘するなかれ」という本国からの厳命があったが、相手を「巡洋艦1隻、駆逐艦2隻」と判断したラングスドルフ艦長は「英艦隊を撃滅してから近くにいるはずの輸送船団を攻撃しよう」と判断。ラプラタ沖海戦が勃発した。海戦時、シュペーには約60名の捕虜が収容されていた。
この戦闘で「アドミラル・グラーフ・シュペー」は「エクセター」を撃破したが、被害も甚大であった。
機関の給気口には多数の砲弾が命中、艦体も数ヶ所貫通されていた。食糧貯蔵庫も破壊された。戦死傷者は約100名におよんだ。
冬季の北大西洋の激浪に耐えて本国へ帰還できる状態にはなく、ラングスドルフ艦長は中立国ならば助けてくれると考え、最寄りの中立国であるウルグアイのモンテビデオ港に艦を退避させた。
しかしウルグアイは中立国とはいえイギリスの影響力の強い国であり、ウルグアイは72時間以上の修理期間を認めなかった。
滞在期間中、戦死者36名を陸上に埋葬し、艦長はインタビューに答えた。そして本格的修理もできないまま、帰国が絶望的な最後の航海に出ざるをえなかった。
停泊期間中、イギリスは外交交渉や公共放送を活用して「シュペー」を追い詰めた。イギリス海軍の宣伝放送やドイツからの情報により、ラングスドルフ艦長は、巡洋戦艦「レナウン」や、空母「アーク・ロイヤル」など有力な艦隊によって脱出路を封鎖されてしまったと判断した。ウルグアイ政府が提示した港からの退去期限を迎えた12月17日、明らかな負け戦によって乗組員を危険にさらすことを避けるため、大部分の乗組員をドイツ商船「タコマ」に移乗させた。そして「アドミラル・グラーフ・シュペー」を残る40名の乗組員とともにモンテビデオ港外へ出し、自沈させた。
自沈の様子は、NBCがラジオ放送で実況した。また撮影された動画は、ニュース映画として公開された。
自爆前に乗組員は全員タグボートに移乗し、アルゼンチンに向かった。「タコマ」はウルグアイに戻って抑留されたが、乗組員の大部分は小型艇に移乗してブエノスアイレスに到着した。
ラングスドルフ艦長は艦と運命を共にしようとしたが、ラングスドルフ艦長を慕う乗員たちが「艦長を死なせたくない」と、半ば力ずくで艦から引きずり出した。艦を離れる間、ラングスドルフ艦長は物思いにふけっていた。
なおドイツからは「自沈の際は遺憾なきをなせ」との指示はあったものの、ラングスドルフ艦長は自沈の責任を取った。アルゼンチンのブエノスアイレスで12月18日にインタビューに応じ、将校達と対談した。12月19日、ドイツ大使、両親、妻へ手紙を書き残し、ハーケンクロイツ旗ではなく自沈前に回収していた軍艦旗を身体にまきつけると、ピストル自殺した。
妻への最期の手紙にはこう書かれていた。
ヒトラーは最後まで戦わなかったラングスドルフ艦長の処置に強い不満を示した。艦長を「臆病者」と非難したが、ラングスドルフ艦長にとっては乗組員たちの安全を確保する事のほうが大事だった。ただし、ドイツ政府筋は公共放送を通じてラングスドルフ艦長のドイツ軍人精神を賞賛する。艦長の自決は、日本でも大きな反響を呼んだ。
ラングスドルフ艦長がアルゼンチン政府に交渉した乗組員への善処は認められず、乗組員は全員抑留された。その後、一部はコルドバ州のヴィラ・ヘネラル・ベルグラーノに定住した。雑役として「シュペー」に乗り込んでいた中国人は開放された。
1940年1月には、当時中立国だったアメリカ海軍の軽巡「ヘレナ」がモンテビデオを訪問した。「シュペー」の残骸を見学したほか、乗組員とも面会している。イギリスは潜水調査をおこなったが、探索中に潜水事故も発生したという。

## 自沈の理由

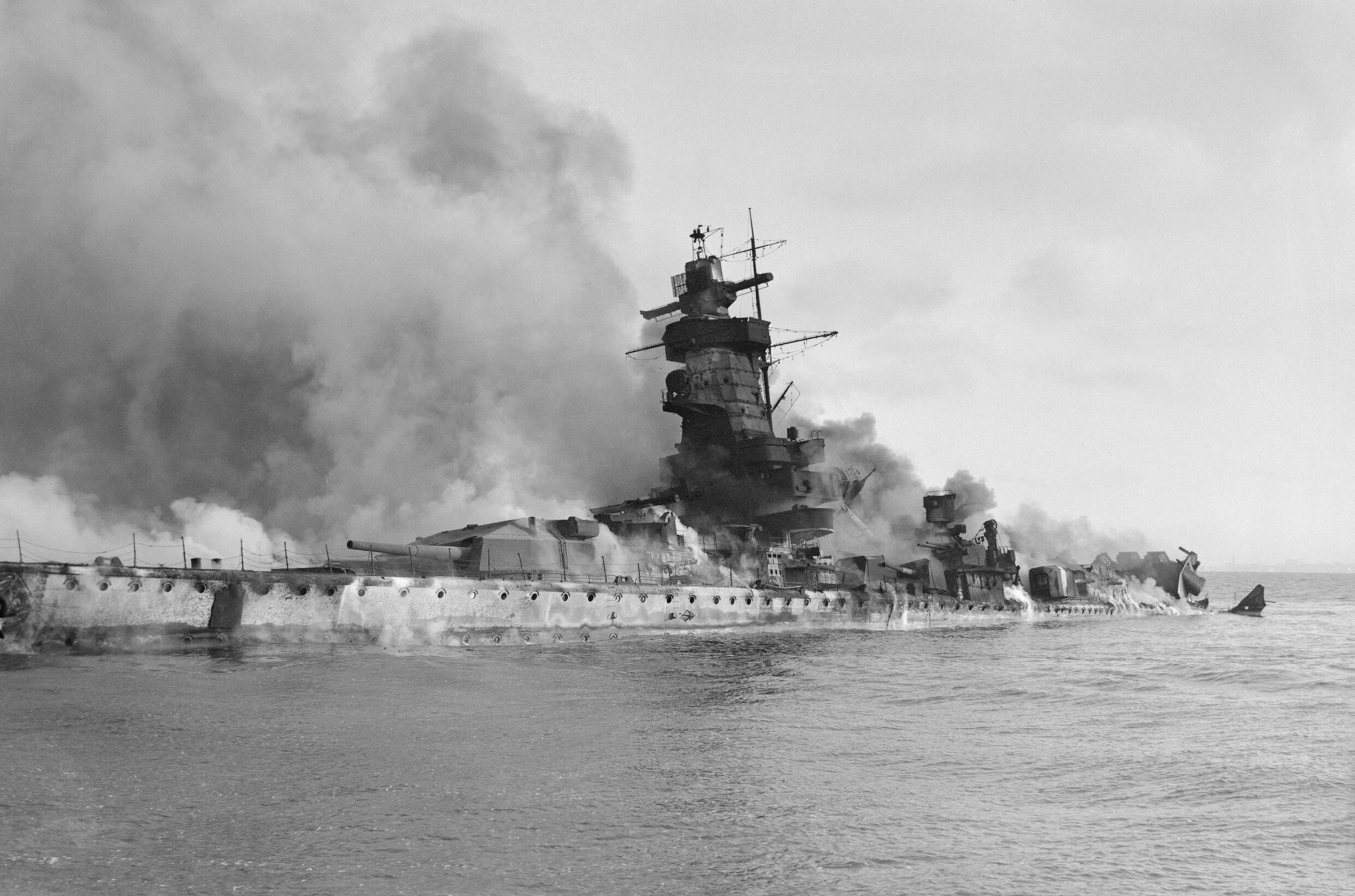
自沈後、炎上を続けるアドミラル・グラーフ・シュペー

「アドミラル・グラーフ・シュペー」の自沈の理由としては、古くから宣伝放送による敵艦隊勢力の誤認、弾薬の欠乏（事実ではない）、ラングスドルフ艦長の敢闘精神の欠如などさまざまな説が考察されてきた。艦長は自決直前のインタビューで「燃料は充分だったが、約二週間の修理を必要とするのにウルグアイ政府が72時間しか猶予を与えられなかったからだ」と述べている。戦後しばらくたってから、当時の乗組員であった技術将校の証言により、同艦はドイッチュラント級装甲艦共通の構造的欠陥に起因する損傷を受けていたことが明らかになった。
船舶用ディーゼル燃料は常温では粘度が高くそのまま機関に供給できないため、ドイッチュラント級装甲艦では燃料タンクと機関とのあいだに中間タンクを設置して一旦燃料を加熱し、液状化させた後に機関に送り込む構造となっていた。特に高緯度低温の海域ではこの燃料処理が必要不可欠だった。ところが、中間タンクにボイラーからの蒸気を供給するパイプの一部が非装甲で上甲板に露出しており、そこへ6インチ砲弾一発が命中して燃料処理システムを破壊してしまった。その結果、豊富な燃料の大部分は加熱できず使用不能となり、中間タンクに残っていた処理済み燃料は16時間分にすぎず、本国帰還はもちろんのことイギリス巡洋艦隊との戦闘継続すらおぼつかない状態にあった。そのようなドイッチュラント級装甲艦の弱点は軍最高機密であり当時公にはされなかった。
損傷箇所の修理には約2週間が必要と考えられたが、イギリスの圧力から大戦に巻き込まれることを恐れたウルグアイ政府から72時間以内の出国要請が通告され、それが動かぬものとなったとき、同地での抑留を禁じられたラングスドルフ艦長は自沈以外の選択を失ったのである。

## アドミラル・グラーフ・シュペーの引き揚げ

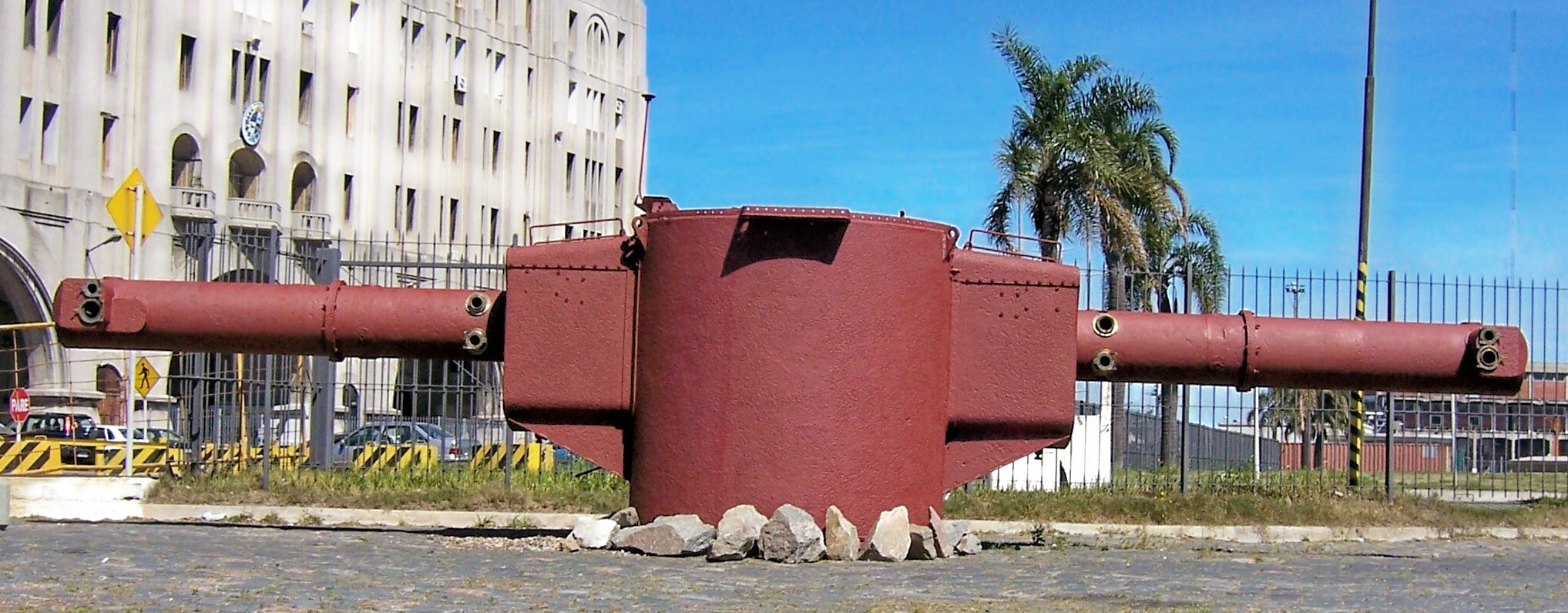
モンテビデオに展示されているアドミラル・グラーフ・シュペーの測距儀

この装甲艦の所有権を有するドイツ連邦政府の抗議にもかかわらず、水深8メートルに沈む残骸をクレーン船の助けを借りて引き揚げる作業が2004年2月に開始された。この作業は民間投資家とウルグアイ政府が資金負担している。理由は残骸が船舶の航行に危険を生じさせているからである。何回かの不首尾があった後、2月25日に比較的大きな残骸が初めて引き揚げられた。それは27トンもある測距儀であった。引き揚げ作業は2007年に完了する予定であったが、2009年、大統領令により、引き揚げ作業は中止された。
2006年2月にはアドミラル・グラーフ・シュペーの艦尾を飾った、ハーケンクロイツを掴む羽を広げた鷲をかたどった、重さ 400kg の主権紋章が引き揚げられた。この鷲章はおよそ 2m の大きさで、羽を広げた長さは 2.8m に達する。これは数十万ドルの値打ちがあると見積もられている。2006年8月、民間の引き揚げ会社がウルグアイ政府の意に反してこのナチのシンボルを販売する意志を発表した時、大きな論争を引き起こした。ネオナチ・グループはこれに関心を示し、ある者は3百万ドルで購入する準備があると表明しているとドイツのフランクフルター・ルントシャウ紙 (Frankfurter Rundschau) は伝えている。タイタニック号引き揚げのドキュメンタリー映画のジェームズ・キャメロン監督が引き揚げの様子を映像に残している。すべて引き上げられた後は、艦を復元してモンテビデオ市の国立海事博物館に展示することが計画されている。

## 艦長
| 1936年1月6日 - 1937年10月1日 | 海軍大佐 Conrad Patzig          |
| 1937年10月2日 - 1938年10月   | 海軍大佐 Walter Warzecha        |
| 1938年10月 - 1939年12月17日  | 海軍大佐 ハンス・ラングスドルフ |

## 登場作品
『アズールレーン』
『戦艦シュペー号の最後』
1956年のイギリス映画。劇中ではアメリカ海軍のデモイン級重巡洋艦「セーラム」が「代役」を務めており、塗装や艦番号はアメリカ軍仕様のまま、変更を加えない姿で登場する。これについて、作中で「アメリカ軍の艦に偽装するため塗装を変更した」と言及されている。艦長室には、ジョージ6世戴冠記念観艦式での「シュペー」写真が飾られている。また実際の「シュペー」も、偽の煙突を増設したり、レナウン級巡洋戦艦に見せかけるなどのカモフラージュをおこなっていた。
『ハイスクール・フリート』
2016年の日本のアニメーション。ドイツの海洋学校のヴィルヘルムスハーフェン校所属の小型直接教育艦として登場。作中では「アドミラル・シュペー」、もしくは「シュペー」と呼称される。
『War Thunder』
Ver1.95においてドイツ海軍ランクVに装甲艦として実装された。
『World of war ships』
ドイツティア６プレミアム巡洋艦として実装